# Arvieux
Arvieux är en kommun i departementet Hautes-Alpes i regionen Provence-Alpes-Côte d'Azur i sydöstra Frankrike. Kommunen ligger  i kantonen Aiguilles som ligger i arrondissementet Briançon. År 2022 hade Arvieux 343 invånare.

## Befolkningsutveckling
Antalet invånare i kommunen Arvieux
Referens:INSEE